# لينارت يوهانسون

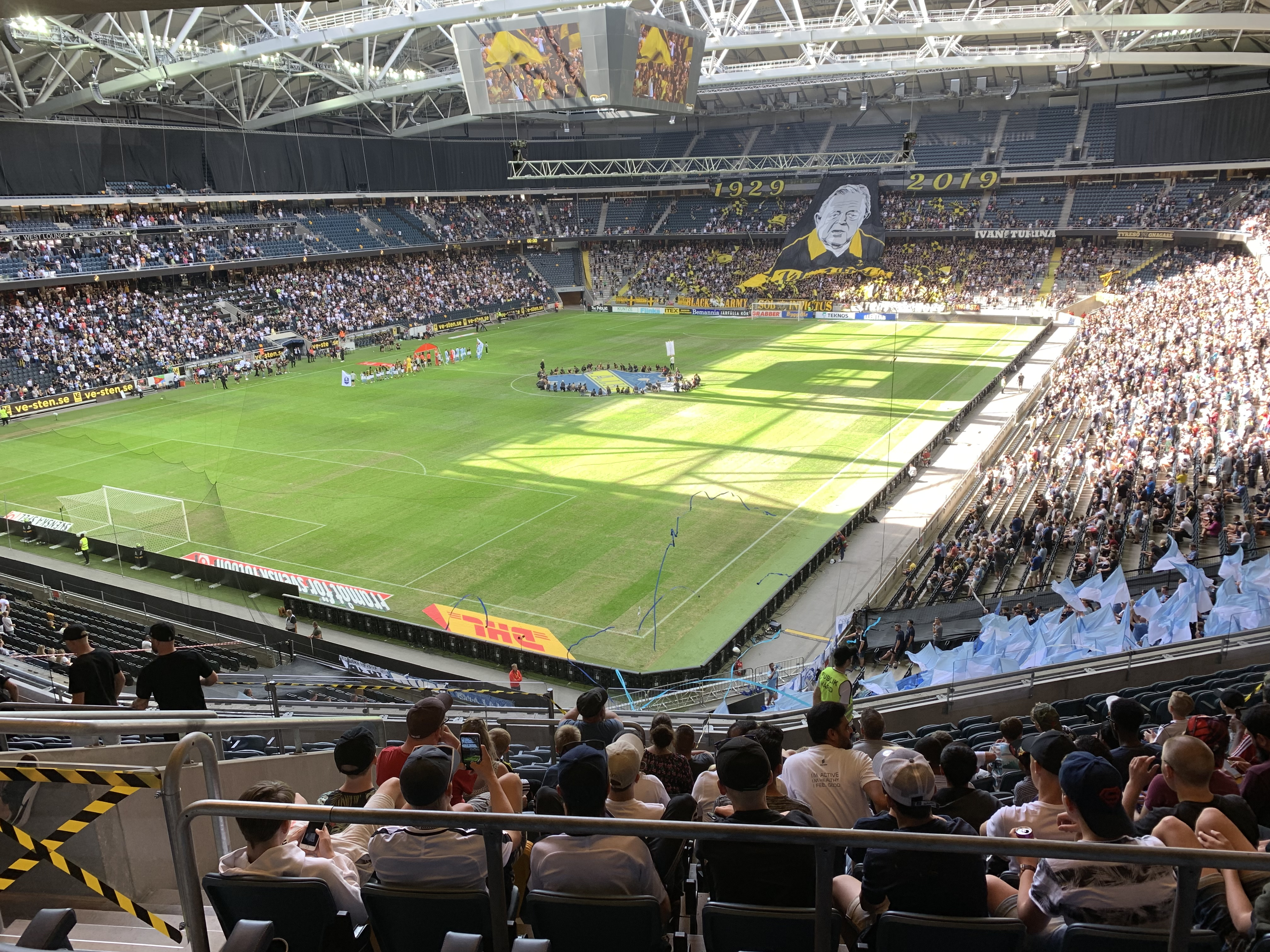
تكريم للينارت يوهانسون في ملعب فريندز أرينا باستوكهولم

لينارت يوهانسون (بالسويدية: Nils Lennart Johansson)‏ الرئيس الاسبق للاتحاد الأوروبي لكرة القدم، وهو لاعب كرة قدم سويدي سابق. 

## روابط خارجية
- لينارت يوهانسون على موقع IMDb (الإنجليزية)
- لينارت يوهانسون على موقع قاعدة بيانات الفيلم (الإنجليزية)